# ألفريد سوير
ألفريد سوير (1880 – 11 نوفمبر 1943) هو مبارز بالسيف من الولايات المتحدة راحل، مثّل بلاده في الألعاب الأولمبية الصيفية 1912.

## روابط خارجية
ألفريد سوير على موقع أوليمبيديا (الإنجليزية)